# Satellite Awards 2014

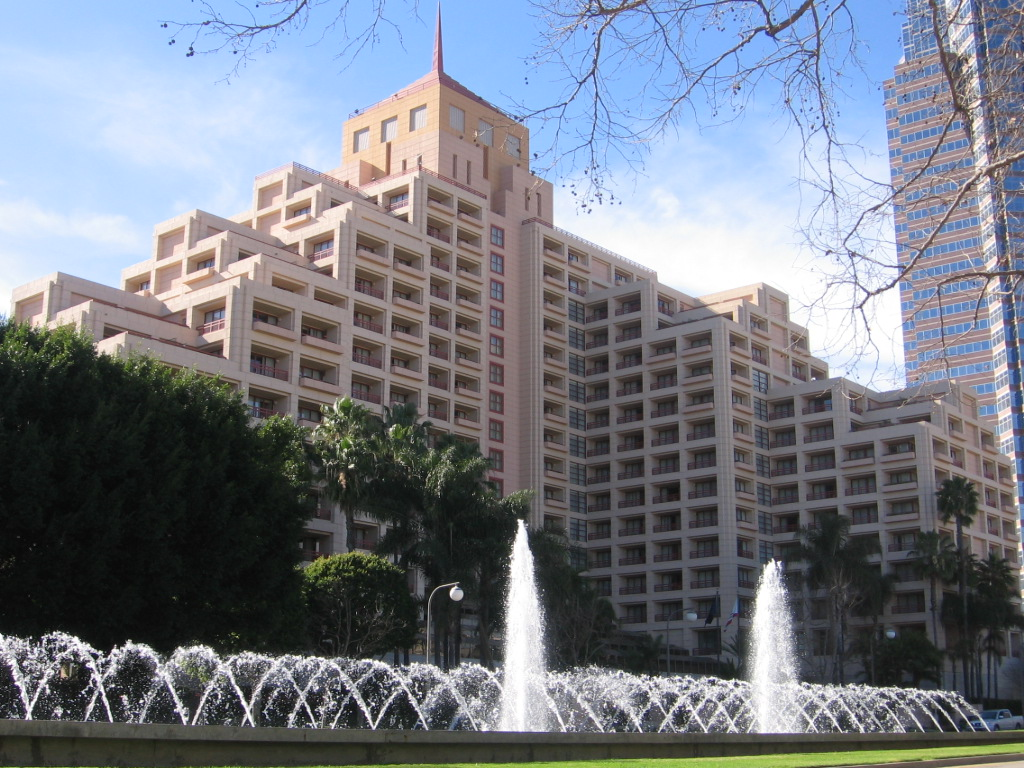
InterContinental Hotel in Los Angeles

Die 19. Verleihung der Satellite Awards, welche die International Press Academy (IPA) jedes Jahr in verschiedenen Film- und Medienkategorien vergibt, fand am Sonntag, den 15. Februar 2015, im InterContinental Hotel in Los Angeles statt. Bei den 19. Satellite Awards wurden Filme und Serien des Jahres 2014 geehrt.

## Sonderauszeichnungen
- Auteur Award (für eine einzigartige Kontrolle über die Filmproduktionselemente) – Martyn Burke
- Humanitarian Award (für wahre Veränderungen in der Filmbranche und darüber hinaus) – Sebastian Junger
- Mary Pickford Award (für herausragende Beiträge zur Entertainment-Branche) – Ellen Burstyn
- Tesla Award (für innovative Leistungen in der Filmproduktion) – Industrial Light & Magic
- Herausragendes Nachwuchstalent (Breakthrough Performance Award) – Antoine Olivier Pilon (Mommy)

## Gewinner und Nominierte im Bereich Film
| Film                                                      | N  | A |
| --------------------------------------------------------- | -- | - |
| Birdman oder (Die unverhoffte Macht der Ahnungslosigkeit) | 10 | 3 |
| The Imitation Game – Ein streng geheimes Leben            | 8  | 1 |
| Boyhood                                                   | 7  | 2 |
| Gone Girl – Das perfekte Opfer                            | 7  | 0 |
| Whiplash                                                  | 5  | 2 |
| Die Entdeckung der Unendlichkeit                          | 5  | 0 |
| Into the Woods                                            | 4  | 1 |
| Noah                                                      | 4  | 0 |
| Selma                                                     | 4  | 0 |
| Grand Budapest Hotel                                      | 3  | 2 |
| Planet der Affen: Revolution                              | 3  | 2 |
| Der große Trip – Wild                                     | 3  | 0 |
| Herz aus Stahl                                            | 3  | 0 |
| Inherent Vice – Natürliche Mängel                         | 3  | 0 |
| Interstellar                                              | 3  | 0 |
| The LEGO Movie                                            | 3  | 0 |

### Bester Film
Birdman oder (Die unverhoffte Macht der Ahnungslosigkeit)
Boyhood
Gone Girl – Das perfekte Opfer
Grand Budapest Hotel
The Imitation Game – Ein streng geheimes Leben
Liebe geht seltsame Wege
Mr. Turner – Meister des Lichts
Selma
Die Entdeckung der Unendlichkeit
Whiplash

### Bester Hauptdarsteller
Michael Keaton – Birdman oder (Die unverhoffte Macht der Ahnungslosigkeit)
Steve Carell – Foxcatcher
Benedict Cumberbatch – The Imitation Game – Ein streng geheimes Leben
Jake Gyllenhaal – Nightcrawler
David Oyelowo – Selma
Eddie Redmayne – Die Entdeckung der Unendlichkeit
Miles Teller – Whiplash

### Beste Hauptdarstellerin
Julianne Moore – Still Alice – Mein Leben ohne Gestern
Marion Cotillard – Zwei Tage, eine Nacht
Anne Dorval – Mommy
Felicity Jones – Die Entdeckung der Unendlichkeit
Gugu Mbatha-Raw – Dido Elizabeth Belle
Rosamund Pike – Gone Girl – Das perfekte Opfer
Reese Witherspoon – Der große Trip – Wild

### Bester Nebendarsteller
J. K. Simmons – Whiplash
Robert Duvall – Der Richter – Recht oder Ehre
Ethan Hawke – Boyhood
Edward Norton – Birdman oder (Die unverhoffte Macht der Ahnungslosigkeit)
Mark Ruffalo – Foxcatcher
Andy Serkis – Planet der Affen: Revolution

### Beste Nebendarstellerin
Patricia Arquette – Boyhood
Laura Dern – Der große Trip – Wild
Keira Knightley – The Imitation Game – Ein streng geheimes Leben
Emma Stone – Birdman oder (Die unverhoffte Macht der Ahnungslosigkeit)
Tilda Swinton – Snowpiercer
Katherine Waterston – Inherent Vice – Natürliche Mängel

### Bester Dokumentarfilm
Citizenfour
Afternoon of a Faun: Tanaquil Le Clercq
Art and Craft
Finding Vivian Maier
Glen Campbell: I’ll Be Me
Jodorowsky's Dune
Keep On Keepin' On
Magician: The Astonishing Life and Work of Orson Welles
Red Army – Legenden auf dem Eis
Virunga

### Bester fremdsprachiger Film
Tangerines (Mandariinid), Estland

Get – Der Prozess der Viviane Amsalem, Israel
Ida, Polen
Höhere Gewalt (Turist), Schweden
Leviathan, Russland
Mikra Anglia, Griechenland
Mommy, Kanada
Timbuktu, Mauretanien
Zwei Tage, eine Nacht (Deux jours, une nuit), Belgien
Wild Tales (Relatos salvajes), Argentinien

### Bester Film (Animationsfilm oder Real-/Animationsfilm)
Song of the Sea
Baymax – Riesiges Robowabohu
Manolo und das Buch des Lebens
Die Boxtrolls
Drachenzähmen leicht gemacht 2
The LEGO Movie
Arrugas

### Beste Regie
Richard Linklater – Boyhood
Damien Chazelle – Whiplash
Ava DuVernay – Selma
David Fincher – Gone Girl – Das perfekte Opfer
Alejandro González Iñárritu – Birdman oder (Die unverhoffte Macht der Ahnungslosigkeit)
Morten Tyldum – The Imitation Game – Ein streng geheimes Leben

### Bestes adaptiertes Drehbuch
Graham Moore – The Imitation Game – Ein streng geheimes Leben
Jason Hall – American Sniper
Gillian Flynn – Gone Girl – Das perfekte Opfer
Paul Thomas Anderson – Inherent Vice – Natürliche Mängel
Anthony McCarten – Die Entdeckung der Unendlichkeit
Cheryl Strayed und Nick Hornby – Der große Trip – Wild

### Bestes Originaldrehbuch
Dan Gilroy – Nightcrawler
Alejandro González Iñárritu, Nicolás Giacobone, Alexander Dinelaris, Jr. und Armando Bó – Birdman oder (Die unverhoffte Macht der Ahnungslosigkeit)
Richard Linklater – Boyhood
Phil Lord und Christopher Miller – The LEGO Movie
Ira Sachs und Mauricio Zacharias – Liebe geht seltsame Wege
Ava DuVernay und Paul Webb – Selma

### Beste Filmmusik
Antonio Sánchez – Birdman oder (Die unverhoffte Macht der Ahnungslosigkeit)
Alexandre Desplat – The Imitation Game – Ein streng geheimes Leben
Steven Price – Herz aus Stahl
Trent Reznor und Atticus Ross – Gone Girl – Das perfekte Opfer
Hans Zimmer – Interstellar
Thomas Newman – Der Richter – Recht oder Ehre

### Bester Filmsong
„We Will Not Go“ von Joshua Ralph – Virunga
„Everything Is Awesome“ von Shawn Patterson, Joshua Bartholomew, Lisa Harriton, Akiva Schaffer, Andy Samberg und Jorma Taccone – The LEGO Movie
„I'll Get You What You Want (Cockatoo in Malibu)“ von Bret McKenzie – Muppets Most Wanted
„I’m Not Gonna Miss You“ von Glen Campbell und Julian Raymond – Glen Campbell: I’ll Be Me
„Split the Difference“ von Ethan Hawke – Boyhood
„What Is Love“ von Janelle Monáe, Nathaniel Irvin III und Roman Irvin – Rio 2 – Dschungelfieber

### Beste Kamera
Dick Pope – Mr. Turner – Meister des Lichts
Emmanuel Lubezki – Birdman oder (Die unverhoffte Macht der Ahnungslosigkeit)
Jeff Cronenweth – Gone Girl – Das perfekte Opfer
Robert Elswit – Inherent Vice – Natürliche Mängel
Hoyte van Hoytema – Interstellar
Benoît Delhomme – Die Entdeckung der Unendlichkeit

### Beste Visuelle Effekte
Joe Letteri, Dan Lemmon und Matt Kutcher – Planet der Affen: Revolution
Stéphane Ceretti – Guardians of the Galaxy
Andrew Lockley, Ian Hunter, Paul J. Franklin und Scott R. Fisher – Interstellar
Christian Irles, Matthew Johnson und Stefano Pepin – Into the Woods
Ben Snow, Burt Dalton, Dan Schrecker und Marc Chu – Noah
John Frazier, Pat Tubach, Scott Benza und Scott Farrar – Transformers: Ära des Untergangs

### Bester Filmschnitt
William Hoy und Stan Salfas – Planet der Affen: Revolution
Gary D. Roach und Joel Cox – American Sniper
Douglas Crise und Stephen Mirrione – Birdman oder (Die unverhoffte Macht der Ahnungslosigkeit)
Sandra Adair – Boyhood
Dody Dorn und Jay Cassidy – Herz aus Stahl
William Goldenberg – The Imitation Game – Ein streng geheimes Leben

### Bester Tonschnitt
Ben Wilkins, Craig Mann und Thomas Curley – Whiplash
Ren Klyce und Steve Cantamessa – Gone Girl – Das perfekte Opfer
Blake Leyh, John Casali, Michael Keller, Mike Prestwood Smith und Renee Tondelli  – Into the Woods
Craig Henighan, Ken Ishii und Skip Lievsay – Noah
Anna Behlmer, Mark Holding, Tae-young Choi und Terry Porter – Snowpiercer
Erik Aadahl, Ethan Van der Ryn, Greg P. Russell, Jeffrey J. Haboush, Peter J. Devlin und Scott Millan – Transformers: Ära des Untergangs

### Bestes Szenenbild
Adam Stockhausen, Anna Pinnock und Stephan O. Gessler – Grand Budapest Hotel
George DeTitta Jr., Kevin Thompson und Stephen H. Carter – Birdman oder (Die unverhoffte Macht der Ahnungslosigkeit)
Andrew Menzies und Peter Russell – Herz aus Stahl
Maria Djurkovic und Nick Dent – The Imitation Game – Ein streng geheimes Leben
Dylan Cole, Frank Walsh und Gary Freeman – Maleficent – Die dunkle Fee
Debra Schutt und Mark Friedberg – Noah

### Bestes Kostümdesign
Milena Canonero – Grand Budapest Hotel
Anushia Nieradzik – Dido Elizabeth Belle
Colleen Atwood – Into the Woods
Anna B. Sheppard – Maleficent – Die dunkle Fee
Michael Wilkinson – Noah
Anaïs Romand – Saint Laurent

### Bestes Ensemble
Into the Woods
Christine Baranski, Tammy Blanchard, Emily Blunt, James Corden, Lilla Crawford, Frances de la Tour, Johnny Depp, Daniel Huttlestone, Anna Kendrick, Billy Magnussen, MacKenzie Mauzy, Chris Pine, Lucy Punch, Meryl Streep, Tracey Ullman

## Gewinner und Nominierte im Bereich Fernsehen
| Serie                | N | A |
| -------------------- | - | - |
| The Knick            | 4 | 3 |
| Olive Kitteridge     | 4 | 2 |
| Fargo                | 4 | 0 |
| Penny Dreadful       | 3 | 2 |
| The Normal Heart     | 3 | 1 |
| The Honourable Woman | 3 | 0 |
| The Leftovers        | 3 | 0 |
| True Detective       | 3 | 0 |

### Beste Fernsehserie (Drama)
The Knick
The Affair
The Fall
Fargo
Halt and Catch Fire
Hannibal
House of Cards
True Detective

### Beste Fernsehserie (Komödie/Musical)
Transparent
Alpha House
The Big Bang Theory
Brooklyn Nine-Nine
Louie
Orange Is the New Black
Silicon Valley
Veep – Die Vizepräsidentin

### Beste Genre-Serie
Penny Dreadful
American Horror Story
Game of Thrones
Grimm
The Leftovers
Sleepy Hollow
The Strain
The Walking Dead

### Beste Miniserie
Olive Kitteridge
24: Live Another Day
Der junge Inspektor Morse
Happy Valley – In einer kleinen Stadt
The Honourable Woman
Fleming: Der Mann, der Bond wurde
The Roosevelts
Sherlock
The Spoils of Babylon

### Bester Fernsehfilm
Return to Zero
The Gabby Douglas Story
The Normal Heart
The Trip to Bountiful
Turks & Caicos

### Bester Darsteller in einer Serie (Drama)
Clive Owen – The Knick
Billy Bob Thornton – Fargo
Charlie Hunnam – Sons of Anarchy
Martin Freeman – Fargo
Woody Harrelson – True Detective
Mads Mikkelsen – Hannibal
Lee Pace – Halt and Catch Fire
Michael Sheen – Masters of Sex

### Beste Darstellerin in einer Serie (Drama)
Keri Russell – The Americans
Gillian Anderson – The Fall
Lizzy Caplan – Masters of Sex
Eva Green – Penny Dreadful
Tatiana Maslany – Orphan Black
Julianna Margulies – Good Wife
Ruth Wilson – The Affair
Robin Wright – House of Cards

### Bester Darsteller in einer Serie (Komödie/Musical)
Jeffrey Tambor – Transparent
Louis C.K. – Louie
John Goodman – Alpha House
William H. Macy – Shameless
Thomas Middleditch – Silicon Valley
Jim Parsons – The Big Bang Theory

### Beste Darstellerin in einer Serie (Komödie/Musical)
Mindy Kaling – The Mindy Project
Zooey Deschanel – New Girl
Edie Falco – Nurse Jackie
Julia Louis-Dreyfus – Veep – Die Vizepräsidentin
Emmy Rossum – Shameless
Taylor Schilling – Orange Is the New Black

### Bester Darsteller in einer Miniserie oder einem Fernsehfilm
Mark Ruffalo – The Normal Heart
Dominic Cooper – Fleming: Der Mann, der Bond wurde
Richard Jenkins – Olive Kitteridge
Stephen Rea – The Honourable Woman
David Suchet – Agatha Christie’s Poirot
Kiefer Sutherland – 24: Live Another Day

### Beste Darstellerin in einer Miniserie oder einem Fernsehfilm
Frances McDormand – Olive Kitteridge
Maggie Gyllenhaal – The Honourable Woman
Sarah Lancashire – Happy Valley – In einer kleinen Stadt
Cicely Tyson – The Trip to Bountiful
Kristen Wiig – The Spoils of Babylon

### Bester Nebendarsteller
Rory Kinnear – Penny Dreadful
Matt Bomer – The Normal Heart
Peter Dinklage – Game of Thrones
Christopher Eccleston – The Leftovers
André Holland – The Knick
Jimmy Smits – Sons of Anarchy

### Beste Nebendarstellerin
Sarah Paulson – American Horror Story
Ann Dowd – The Leftovers
Zoe Kazan – Olive Kitteridge
Michelle Monaghan – True Detective
Allison Tolman – Fargo
Nicola Walker – Last Tango in Halifax

### Bestes Ensemble
The Knick
Clive Owen, André Holland, Jeremy Bobb, Juliet Rylance, Eve Hewson, Michael Angarano, Chris Sullivan, Cara Seymour, Eric Johnson, David Fierro, Maya Kazan, Leon Addison Brown, Grainger Hines und Matt Frewer